# Wyndham Lewis

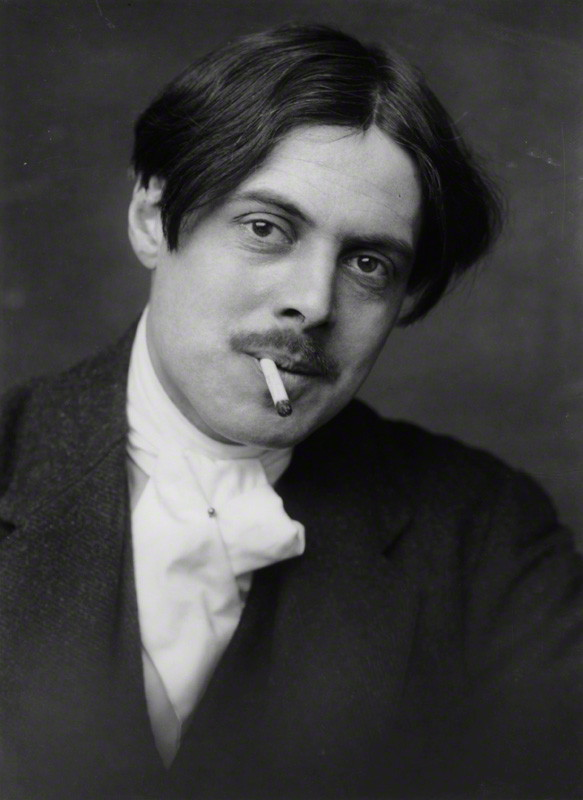
Wyndham Lewis, 1913

Percy Wyndham Lewis (* 18. November 1882 auf See vor Neuschottland; † 7. März 1957 in London) war ein britischer Schriftsteller und Maler. Wyndham Lewis war Mitbegründer des Vortizismus und Herausgeber der Zeitschrift Blast.

## Leben
Wyndham Lewis wurde an Bord der Yacht seiner Eltern vor der Küste von Nova Scotia geboren. Seine Mutter war Britin, sein Vater Amerikaner. Er besuchte die Rugby School in England, anschließend die Kunsthochschule Slade in London; beider Schulen wurde er verwiesen. Im Anschluss reiste er durch Europa und studierte dann für einige Zeit Kunst in Paris. Seinen typische Mal- und Zeichenstil entwickelte er ab 1913. Sein Freund Ezra Pound prägte dafür den Ausdruck Vortizismus. Es handelt sich dabei um einen Stil, der stark von Kubismus beeinflusst ist, aber in seiner Dynamik eindeutig dem italienischen Futurismus nahesteht. 1914/15 war er Herausgeber und wichtigster Autor der Literaturzeitschrift Blast.
Nach dem Ende des Vortizismus diente Wyndham Lewis ab 1916 als Soldat im Ersten Weltkrieg an der Westfront. Zwischen 1918 und 1919 war er offizieller Kriegsmaler der kanadischen Regierung. In dieser Zeit entstand auch eines seiner bekanntesten Werke A Battery Shelled, heute: Imperial War Museum, London. Sein erster Roman Tarr erschien 1918 und gilt als einer der wichtigsten Texte der englischsprachigen Moderne.
Im Laufe der 1920er Jahre näherte sich Wyndham Lewis dem italienischen Faschismus und auch dem Nationalsozialismus an. 1931 erschien sein Buch Hitler. Die Nähe zu den Nazis, die darin zum Ausdruck kam, isolierte ihn künstlerisch zunehmend. 1939 erschienen The Jews, Are They Human? und The Hitler Cult, beides sehr kritische Auseinandersetzungen mit dem Dritten Reich, die jedoch nur wenig dazu beitrugen, seinen Ruf zu rehabilitieren.
Obgleich Wyndham Lewis heute vor allem als Schriftsteller bekannt ist, malte er weiterhin, und einige seiner besten Werke entstanden in den 1930er und 1940er Jahren, darunter seine Porträts von Edith Sitwell (1935), T. S. Eliot (1938) und (1949), Ezra Pound (1938).
Während des Zweiten Weltkriegs lebte Wyndham Lewis erst in den Vereinigten Staaten und dann in Kanada, wo er wiederum offizieller Kriegsmaler wurde. 1945 kehrte er nach England zurück. Gesundheitliche Probleme und schließlich ein Tumor führten dazu, dass er 1951 vollständig erblindete. 1950 erschien seine Autobiografie Rude Assignment. Er wurde im Golders Green Crematorium in London eingeäschert, wo sich auch seine Asche befindet.

## Literarische und kritische Werke
- Blast, 1914/1915
- Tarr, 1918 (Dt. Tarr, 1990)
- The Caliph's Design, 1919

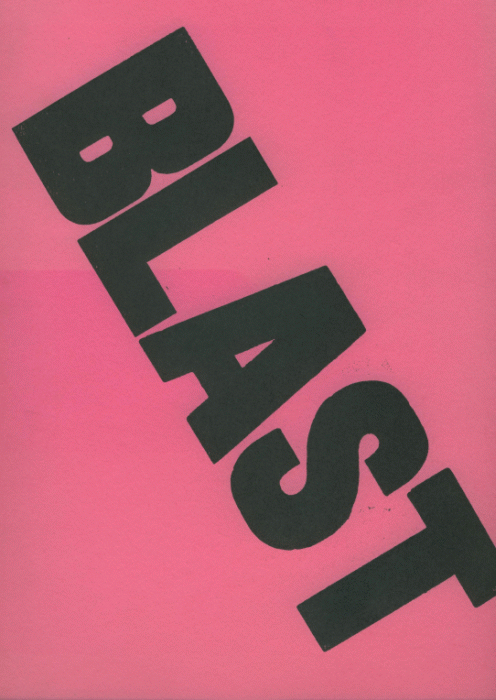
Die erste Ausgabe von Blast, Juni 1914

- The Art of Being Ruled, 1926 (Dt. Die Kunst, regiert zu werden, 2004)
- Time and Western Man, 1927
- The Wild Body A Soldier Of Humour And Other Stories. Publisher: Harcourt, Brace And Company, New York 1928
- Paleface, 1929
- The Lion and the Fox, 1927
- The Childermass, 1928
- The Apes of God, 1930
- Hitler, 1931 (Dt. Hitler und sein Werk in englischer Beleuchtung, 1932)
- Snooty Baronet, 1932
- Men Without Art, 1934
- Left Wings Over Europe Or How To Make A War About Nothing, 1936
- The Revenge for Love, 1937 (Dt. Rache für Liebe, 1938)
- Count Your Dead: They Are Alive!, 1937
- Blasting and Bombardiering, 1937
- The Mysterious Mr. Bull, 1938 (Dt. Der mysteriöse John Bull, 1939)
- The Jews: Are They Human?, 1939
- The Vulgar Streak, 1941
- Anglo-Saxony: A League That Works, 1941
- AMERICA AND COSMIC MAN. Verlag: Doubleday and Company 1949
- Rude Assignment: A Narrative of My Career Up-to-date, 1950
- Rotting Hill, 1951
- The Writer and the Absolute, 1952
- Self-Condemned, 1954
- The Demon of Progress in the Arts, 1954
- Monstre Gai, 1955
- Malign Fiesta, 1955
- The Red Priest, 1956

## Ausstellung
- 2010: Wyndham Lewis (1882–1957), Fundación Juan March, Madrid